# Bergen op Zoom
Bergen op Zoom ( udtale ?) er en by og Kommune i provinsen Nord-Brabant i det sydvestlige Nederlandene. På dets regionalsprog udtaler man byen som Bèrrege (bærrege). I Flandern skrives byen med bindestreg, altså: Bergen-op-Zoom. I uformelt skrift bliver den ofte forkortet til BoZ.
Byen ligger ved Oosterscheldebugten i det yderste sydvestlige del af provinsen Nord-Brabant, tæt på provinsen Zeeland.

## Historie
Ved Sint-Gertrudiskirke var der, mens Romerne herskede over området, allerede mennesker der boede i området. Ved opgravninger har man blandt andet fundet nogle Romerske mønter, et billede af den Keltiske gud Sucellus, og en Keltisk seglring.
Byen blev allerede nævnt som købstad i 1213. Men hvornår byen fik sine rettigheder er ikke kendt. I 1397 blev byen på nær to bygninger ødelagt af en brand. Stadsarkivet gik dermed tabt. En af bygningerne er hotellet Hotel De Draak. Efter mere end 600 år bliver denne bygning stadig brugt som hotel og anses derfor som Nederlandenes ældste hotel. Også i 1444 blev byen ramt af en stor brand som ødelagte størstedelen af byen.
Indtil 1287 var Bergen op Zoom en del af Bredas Baroni. Herefter blev byen selvstændig og blev styret af en markis. Derfor kaldes byen stadig for markizaat og en af bydelene hedder også sådan. Byen fik løbende bedre befæstninger og kunne derfor modstå mange angreb, fra Spanske tropper i 1588 og 1622. I 1747 indtog franskmændene byen, som de kaldte La Pucelle (Jomfruen), og blev Karel Philip Theodoor van Palts-Sulzbach den sidste markis af Bergen op Zoom (1728-1799). I 1801 tabte byen alle dens rettigheder, da den blev overtaget af den Bataviske Republik.

## Monumenter og seværdighedder
- Markiezenhof, det forhenværende Markis huset.
- Sint-Gertrudiskerk
- Teater "De Maagd" (Jomfruen) (bygget i 1825-1829)
- Byen har ca 500 rigs- og kommunale monumenter.

## Busforbindelser
Ved siden af Bybusserne er der også Regionalebusser. Disse standser ved siden af togstationen. Ankomst og afgang er som regel afstemt på togforbindelserne.
- 100	Bergen op Zoom	- Putte (via Vliegbasis Woensdrecht)
- 101	Bergen op Zoom	- Rotterdam (Zuidplein)
- 102	Bergen op Zoom	- Oude Tonge
- 104	Bergen op Zoom	- Roosendaal (via Hoogerheide)
- 105	Bergen op Zoom	- Putte (med forbindelse til Antwerpen)
- 106 Stavenisse	- Bergen op Zoom (kun ensrettet forbindelse)
- 107	Bergen op Zoom	- Stavenisse
- 108	Bergen op Zoom	- Sint Annaland
- 109	Bergen op Zoom	- Stavenisse (via St. Annaland)
- 111	Bergen op Zoom	- Roosendaal (via Dinteloord)
- 112	Bergen op Zoom	- Roosendaal (via Heerle)
- 191	Bergen op Zoom	- Wouw

## Togforbindelser
Bergen op Zoom ligger på linjen Vlissingen – Bergen op Zoom – Roosendaal – med tilslutningen til Haag – Amsterdam, Antwerpen, og Tilburg.
- InterCity – Her standser en gang per time et Intercity tog mellem Vlissingen og Amsterdam.
- Regional – Her standser en gang per time et Regional tog mellem Vlissingen og Roosendaal

## Vejnet
Rigs- og Internationale veje
- A58/E312 – (Vlissingen – Goes – Bergen op Zoom – Roosendaal – Breda – Tilburg – Eindhoven vv)
- A4 – (Amsterdam – Rotterdam (havens) – Bergen op Zoom – Antwerpen vv)

Regionalvejen
- N259 – (Steenbergen – Halsteren – Bergen op Zoom – tilsluttes A4 mod Zeeland.)
- N286 – (Sint Maartensdijk – Tholen – Bergen op Zoom vv)
- N289 – (Putte – Hoogerheide – Bergen op Zoom vv)

## Byerne i kommunen Bergen op Zoom
Indbyggere på 1. januar 2010:
- Byen Bergen op Zoom: 66.048
- Halsteren : 12.020
- Lepelstraat : 2.300

## Venskabsbyerne
- Oudenaarde – België
- Szczecinek – Polen